# Akademia w Sorø

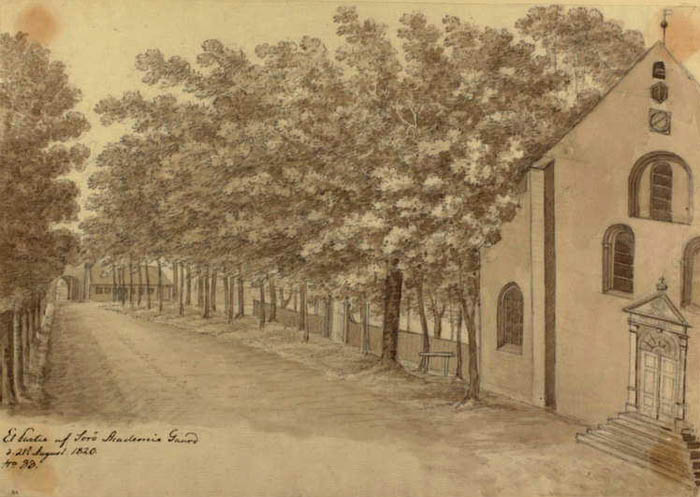
Dziedziniec Akademii w Sorø, rys. Ole Jørgen Rawert, rys. z 1820 r.

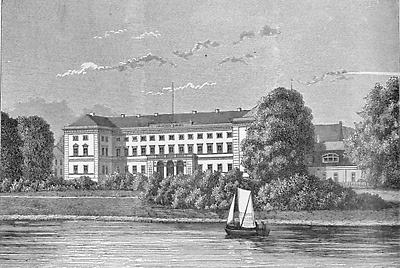
Akademia w Sorø, rys. z XIX w

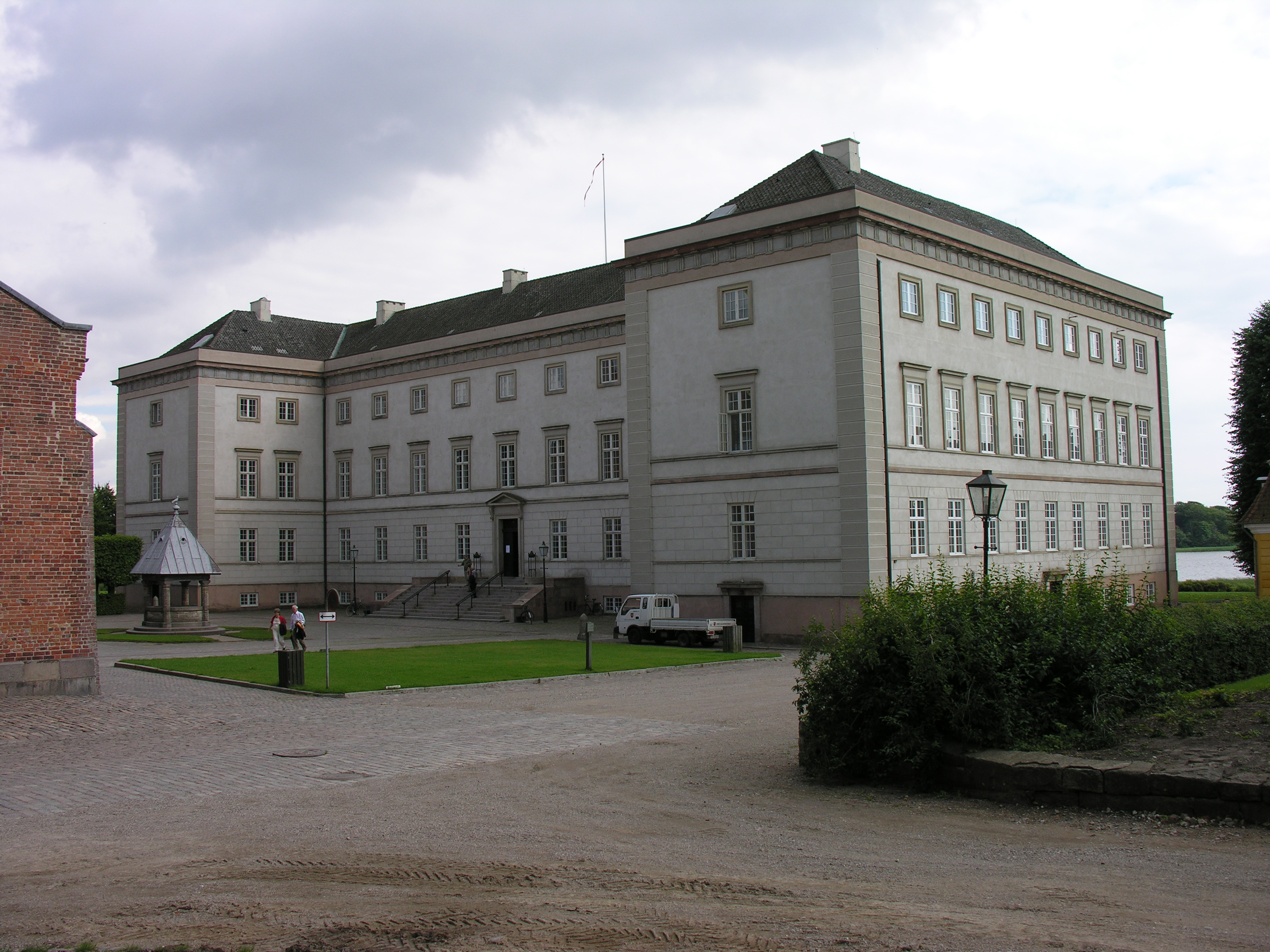
Akademia w Sorø, fot. współczesna

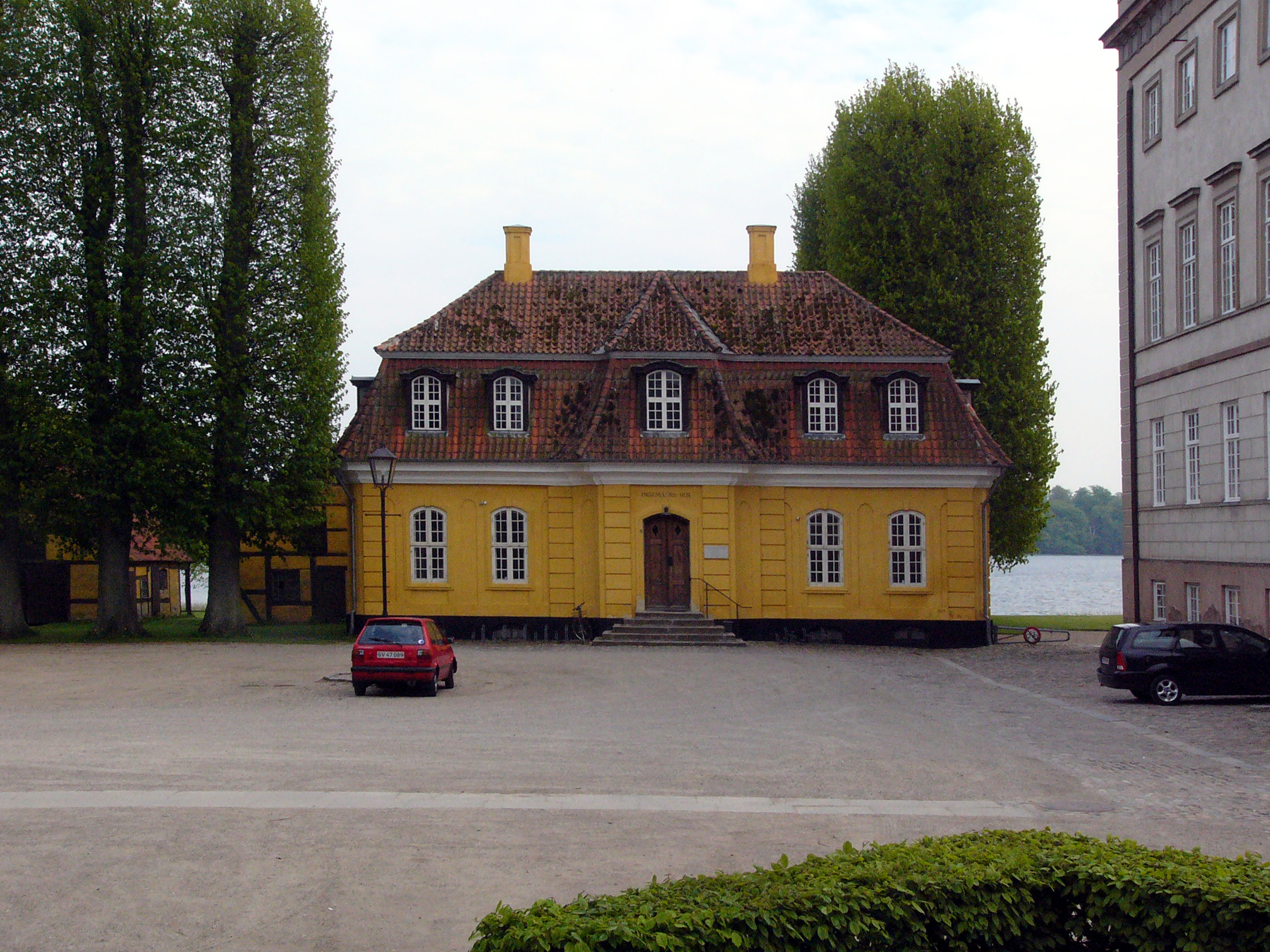
Dom B. S. Ingemanna w przy dziedzińcu Akademii, fot. współczesna

Akademia w Sorø (duń. Sorø Akademi) – najstarsza duńska szkoła z siedzibą w Sorø, wczesne centrum skandynawskiego chrześcijaństwa. Na przestrzeni wieków, szkoła wykształciła wielu wybitnych Duńczyków.
Korzenie Akademii sięgają roku 1140, gdy biskup Absalon założył w Sorø klasztor cystersów. Pierwotnie Akademia kształciła tylko arystokrację, dziś otwarta jest dla wszystkich.
Budynek przy bramie jest najstarszym zamieszkanym obiektem w dzisiejszej Danii. To tam Saxo Gramatyk stworzył kroniki Gesta Danorum. Inni znani Duńczycy związani z Akademią to malarze Frederik Vermehren i Christen Dalsgaard, pisarze Hans Christian Andersen, Bernhard Severin Ingemann i Ludvig Holberg oraz rzeźbiarz Johannes Wiedewelt.
Kościół klasztorny jest trzecią pod względem długości świątynią w Danii, jest też jednym z pierwszych duńskich kościołów zbudowanych z cegły. W kościele poklasztornym pochowani są następujący monarchowie duńscy:
- król Krzysztof II (zm. 1332)
- i jego żona królowa Eufemia pomorska (zm. 1330)
- król Waldemar IV (zm. 1375)
- król Olaf II (zm. 1387; był również królem Norwegii jako Olaf IV).